# Olympische Sommerspiele 1996/Radsport – Einzelzeitfahren Straße (Frauen)
Das Einzelzeitfahren der Frauen bei den Olympischen Spielen 1996 in Atlanta fand am 3. August statt. Es nahmen 25 Athletinnen am 26,1 km langen Rennen teil. Sülfija Sabirowa aus Russland wurde Olympiasiegerin. Silber gewann Jeannie Longo-Ciprelli aus Frankreich und Bronze ging an die Kanadierin Clara Hughes.

## Ergebnisse
| Rang | Athletin               | Nation             | Zeit      | Defizit    |
| ---- | ---------------------- | ------------------ | --------- | ---------- |
| 1    | Sülfija Sabirowa       | Russland           | 36:40 min |            |
| 2    | Jeannie Longo-Ciprelli | Frankreich         | 37:00 min | + 0:20 min |
| 3    | Clara Hughes           | Kanada             | 37:13 min | + 0:33 min |
| 4    | Kathryn Watt           | Australien         | 37:53 min | + 1:13 min |
| 5    | Marion Clignet         | Frankreich         | 38:14 min | + 1:34 min |
| 6    | Tea Vikstedt-Nyman     | Finnland           | 38:24 min | + 1:44 min |
| 7    | Jolanta Polikevičiūtė  | Litauen            | 38:27 min | + 1:47 min |
| 8    | Imelda Chiappa         | Italien            | 38:47 min | + 2:07 min |
| 9    | Linda Jackson          | Kanada             | 38:50 min | + 2:10 min |
| 10   | Anna Wilson            | Australien         | 38:50 min | + 2:10 min |
| 11   | Linda Brenneman        | Vereinigte Staaten | 38:52 min | + 2:12 min |
| 12   | Rasa Polikevičiūtė     | Litauen            | 37:53 min | + 2:13 min |
| 13   | Joane Somarriba        | Spanien            | 38:55 min | + 2:15 min |
| 14   | Yvonne McGregor        | Großbritannien     | 39:09 min | + 2:29 min |
| 15   | Diana Rast             | Schweiz            | 39:28 min | + 2:48 min |
| 16   | Jeanne Golay           | Vereinigte Staaten | 39:36 min | + 2:56 min |
| 17   | Lenka Ilavská          | Slowakei           | 39:57 min | + 3:17 min |
| 18   | Swetlana Bubnenkowa    | Russland           | 40:16 min | + 3:36 min |
| 19   | Yvonne Brunen          | Niederlande        | 40:39 min | + 3:59 min |
| 20   | Jacqueline Nelson      | Neuseeland         | 40:58 min | + 4:18 min |
| 21   | Sarah Phillips         | Großbritannien     | 41:16 min | + 4:36 min |
| 22   | Rebecca Bailey         | Neuseeland         | 41:45 min | + 5:05 min |
| 23   | Tanja Klein            | Österreich         | 42:03 min | + 5:23 min |
| 24   | Maritza Corredor       | Kolumbien          | 42:06 min | + 5:26 min |
|      | May Hartwell           | Norwegen           | DNS       | DNS        |